# Anomala laesicollis
Anomala laesicollis är en skalbaggsart som beskrevs av Bates 1888. Anomala laesicollis ingår i släktet Anomala och familjen Rutelidae. Inga underarter finns listade i Catalogue of Life.